# Mile Delija
Milovan Veselinović, poznatiji kao Mile Delija, (Zelengrad, 4. avgust 1964) srpski je pjevač.

## Biografija
Sa pjevačkom karijerom počeo je 1990. godine. Pjeva ojkače i narodnu krajišku muziku, a u vrijeme rata u Krajini, pjevao je zajedno sa grupom „Zelengrad“.
Tokom operacije Oluje, protjeran je iz rodne Krajine i nastanjuje se u Beogradu, gdje pjeva po „krajiškim prelima“ širom Srbije.
U pjesmama obično glorifikuje Knin, Bukovicu i njena sela, Ravne Kotare i Liku.

## Diskografija

### Pjesme
1993. – Oj Srbijo majko ne plaši se rata
- Oj Srbijo majko ne plaši se rata
- Vraćam ti se rodni kraju
- Bacam pogled na Krajinu
- Bukovačka sela
- Sve od Knina
- Oj Krajino ponosita
- Travo zelena
- Krajišniče grijalo te Sunce

1993. – Siromah bez rodnog kraja
- Siromah bez rodnog kraja
- Poletio golub bijeli
- Daleko u tuđem svijetu
- Pismo majci
- Sjajna zvijezdo
- Krajina u plamenu
- Pismo
- Krsna slava
- Oj Krajino nezaboravljena
- Za Kraj

1993. – Zapjevajmo pjesmu zavičajnu
- Žali sestra brata
- Idem rodnom kraju
- Od Čikaga do Sidneja
- Dolazim ti draga
- Vratiću se
- Pozivanje
- Zapjevajmo pjesmu zavičajnu
- Volim Bosnu, u srcu mi Lika
- Zoro,moja Zoro
- Majka stara
- Liko moja
- Bukovačka rozgalica

1994. – Vratite se Krajišnici
- Ko to nama iz Zagreba prijeti?
- Vratite se krajišnici
- Obiš'o sam Krajinu
- Molitva
- Kad prošetam kroz Kotare
- Volio sam samo nju
- Tužni živote moj
- Ej malena

1997. – Vratiću se
- Duša osta
- Slatka djevojčice
- Pjesmo moja
- Vesela duša
- Tužne zore
- Leti, leti
- Ne znam šta cu
- Vratiću se
- Na izvoru
- Primi mene u zagrljaj

2004. – Dobro jutro selo moje
- Kućo moja od kamena
- Dobro jutro selo moje
- Gorom pjeva
- Sivi soko
- Po brdima moje kršne Like
- Kninjanka
- Devetnaest sati leta
- Otkopčaj mala

2006. – Kninski berekin
- Kninski berekin
- Oras
- Kamenjar
- Momak sa Banije
- Pusto polje
- Jovan Dalmatinac
- Ličanin sam
- Olovo
- Soko 2
- Javore zeleni

2008. – Prolaze godine
- Brate Jovo
- Čobanica Rada
- Dalmatinka
- Gordana
- Kašić
- Na Dunavu
- Prolaze godine
- Zapužane, Pristeg

2010. – Mile Delija - Album 2010
- Jovane
- Kad Krajišnik travu kosi
- Kotaranka
- Oj Krajino
- Otišla
- Suze tvoje
- Tri bećara
- Vratiću se
- Ženidba
- Zorice
- Sve je pusto (duet Jovica Pupovac)

2011. – 
- Pjesma Stegnjaiću Savi

2011. - Uživo
- Gordana
- Kamenjaru sivi
- Kninanjka
- Pusto polje

2012. – Evo mene u Karinu
- Evo mene u Karinu

2013. – Mile Delija - Album 2013
- Vjetre djetinjstva
- Lika
- Burma
- Sveti Ćirit
- Bilo vodom, bilo gorom
- List zeleni
- Evo mene u Karinu
- Delija sa Korduna 2013

Uživo
- Branka
- Gledam Drinu
- Jedini lijek
- Mene moji hoće da ožene
- Nema raja bez rodnoga kraja
- Neznanka
- Nismo više tako mladi
- Plače nebo
- Vjenčanica